# Macrosiagon gracilis
Macrosiagon gracilis is een keversoort uit de familie waaierkevers (Rhipiphoridae). De wetenschappelijke naam van de soort is voor het eerst geldig gepubliceerd in 1966 door de Brewer.